# Garcia Goodbye
Garcia Goodbye is een Belgische popgroep uit de Zennestad Vilvoorde. Ze genieten vooralsnog meer bekendheid in het buitenland dan in eigen land.

## Biografie
De band ontstaat na een eerdere samenwerking tussen frontman Tommy Gontie en producer Ruben Debusschere. Begin 2008 duiken ze samen de studio om een EP op te nemen. Door interesse van een Nederlands platenlabel wordt echter direct een volledige plaat opgenomen. De band wordt een paar maanden later aangevuld met Jens Leen en Tim Van Passel.

## Debuutplaat
Op 15 april 2010 wordt "Daydreamer Sleepwalker" uitgebracht in de Benelux via Goomah Music.

### 2010
De verschijning van de plaat wordt gevolgd door een sessie voor de Nederlandse openbare omroep VPRO tijdens Club3voor12 in de Desmet Studio's te Amsterdam. In de zomer volgen sessies bij TROS Muziekcafé en Kink FM . In juli 2010 volgen nog drie data in het voorprogramma van de Amerikaanse band Nada Surf in Effenaar, Melkweg en Rockhal.
In Luxemburg wordt "Daydreamer Sleepwalker" CD van de week op commerciële zender RTL, gevolgd door enkele chartnoteringen met de debuutsingle "You Know Exactly How I Feel".
In Nederland gaat de band na de zomer nog drie maal langs bij de Nederlandse hitzender 3FM en bereiken ze de top tien in de Kink 40 van Kink FM. In november van dat jaar begint de band aan een eerste Nederlandse clubtournee als Kink FM-band van de maand.
In december wordt debuutsingle "You Know Exactly How I Feel" genomineerd als 3VOOR12 Song van het Jaar en spelen ze tijdens de live-uitreiking op 16 december 2010 in Melkweg te Amsterdam.
In België wordt de twee single "Dancing School" live voorgesteld op 31 oktober 2010 tijdens De Zevende Dag op Eén.

### 2011
In 2011 wordt de Nederlandse clubtour verdergezet en op 5 februari 2011 volgt een eerste optreden buiten de Benelux in Zwitserland in Club Merkker te Baden.
Ondertussen wordt de muziek opgepikt door de Braziliaanse en Turkse radio's. Deze buitenlandse aandacht raakt bekend en de band wordt op 25 mei 2011 uitgenodigd voor een live-optreden in het tv-programma De Wereld Draait Door op Nederland 3.
In november 2011 werkte de band een promotournee af in Brazilië.
Begin december 2011 won de band de prijs voor Beste videoclip op het Internationaal Kortfilmfestival van Leuven met hun clip voor het nummer 'Dancing School'.